# Lijendar Pedzs
Lijendar Pedzs (bengáli írással: লিয়েন্ডার পেজ , névalak előfordulása: Leander Paes, Lindzser Pedzs), (Kalkutta, 1973. június 17. –) indiai hivatásos teniszező, minden idők egyik legjobb páros és vegyes páros versenyzője. Párosban tizennyolcszoros felnőtt és egyéniben kétszeres junior Grand Slam-tornagyőztes, egyéni olimpiai bronzérmes, az Ázsia-játékok ötszörös győztese.
Profi karrierjét 1991-ben kezdte. Egyéniben egy, párosban 55 tornagyőzelmet szerzett. Férfi párosban és vegyes párosban teljesítette a karrier Grand Slamet. Egyéniben a legjobb világranglista-helyezése 1998-ban a 73. volt, párosban 1999. júniusban az 1. helyen állt.
A Bengál Tenisz Szövetség alelnöke, az indiai Harijána állam sportnagykövete.

## Életrajza
Kalkuttában nőtt fel. Szülei mindketten sportolók voltak. Apja, Vece Paes sportorvos, az 1972-es olimpián bronzérmet nyert indiai gyeplabda válogatott tagja volt. Anyja Jennifer Paes (Jennifer Dutton) 1982-ben az indiai kosárlabda válogatott kapitánya, az 1972-es müncheni olimpián részt vett indiai csapat tagja.
Nyolcéves korában kezdett el teniszezni. Tehetségére már tízéves korában felfigyeltek. 1985-ben lett a csennai Britannia Armitraj Tennis Academy növendéke. Nevét 1990-ben ismerte meg a sportvilág, amikor megnyerte az 1990-es wimbledoni teniszbajnokságon a junior fiúk versenyét, és a junior világranglista élére került. 1991-ben a US Open junior versenyén is győzni tudott.
1996-ban egyéni bronzérmet nyert az atlantai olimpián. 1998-ban első indiaiként bekerült a világranglista első 100 helyezettje közé. Ebben az évben szerezte egyetlen egyéni tornagyőzelmét, megnyerve a newporti tornát. 1999-ben férfi párosban Mahes Bhúpatival mind a négy Grand Slam-torna döntőjébe bejutottak, és szerezték első két Grand Slam-tornagyőzelmüket. Párosuk a világranglista élére került, és Pedzs egyénileg is a páros világranglista első helyét szerezte meg.
Különböző partnerekkel (Mahes Bhúpatival hármat, Martin Damm párjaként egyet, Lukáš Dlouhýval és Radek Štěpánek párjaként két-két) összesen nyolc férfi páros Grand Slam-tornát nyert meg. Vegyes párosban Lisa Raymonddal egy, Martina Navratilova párjaként kettő, Cara Blackkel párost alkotva három és Martina Hingis párjaként négy Grand Slam tornagyőzelmet aratott. Mind a férfi, mind a vegyes párosban teljesítette a karrier Grand Slamet.
1990-től kezdve az indiai Davis-kupa csapatának tagja. Az indiai Davis-kupa válogatott csapatának történetében a kupában 2016-ig ő nyerte összességében (89−33), és párosban is (41−11) a legtöbb mérkőzést; Mahes Bhúpatival párban ők a legeredményesebb páros (25−2); és ő a leghosszabb ideje (25 éve) a válogatott tagja.
1992-től kezdődően minden olimpián részt vett, és már kvalifikálta magát a 2016. évi olimpiára is. Ezzel az egyetlen teniszező, aki hét egymást követő olimpiának is résztvevője volt. 2000-ben ő volt az indiai nemzeti válogatott zászlóvívője az olimpián.
Pályafutását az indiai kormány több magas kitüntetéssel ismerte el.

## Grand Slam-döntői

### Férfi páros: 16 (8–8)
A 2012-es Australian Open megnyerésével teljesítette a karrier Grand Slamet.
| Eredmény | Év   | Bajnokság         | Borítás | Partner        | Ellenfél                      | Eredmény                    |
| -------- | ---- | ----------------- | ------- | -------------- | ----------------------------- | --------------------------- |
| Döntős   | 1999 | Australian Open   | Kemény  | Mahes Bhúpati  | Jonas Björkman Patrick Rafter | 3–6, 6–4, 4–6, 7–6(10), 4–6 |
| Győztes  | 1999 | Roland Garros     | Salak   | Mahes Bhúpati  | Goran Ivanišević Jeff Tarango | 6–2, 7–5                    |
| Győztes  | 1999 | Wimbledon         | Fű      | Mahes Bhúpati  | Paul Haarhuis Jared Palmer    | 6–7(10), 6–3, 6–4, 7–6(4)   |
| Döntős   | 1999 | US Open           | Kemény  | Mahes Bhúpati  | Sébastien Lareau Alex O'Brien | 6–7, 4–6                    |
| Győztes  | 2001 | Roland Garros (2) | Salak   | Mahes Bhúpati  | Petr Pála Pavel Vízner        | 7–6, 6–3                    |
| Döntős   | 2004 | US Open           | Kemény  | David Rikl     | Mark Knowles Daniel Nestor    | 3–6, 3–6                    |
| Döntős   | 2006 | Australian Open   | Kemény  | Martin Damm    | Bob Bryan Mike Bryan          | 6–4, 3–6, 4–6               |
| Győztes  | 2006 | US Open           | Kemény  | Martin Damm    | Jonas Björkman Max Mirni      | 6–7(5), 6–4, 6–3            |
| Döntős   | 2008 | US Open           | Kemény  | Lukáš Dlouhý   | Bob Bryan Mike Bryan          | 6–7(5), 6–7(10)             |
| Győztes  | 2009 | Roland Garros (3) | Salak   | Lukáš Dlouhý   | Wesley Moodie Dick Norman     | 3–6, 6–3, 6–2               |
| Győztes  | 2009 | US Open (2)       | Kemény  | Lukáš Dlouhý   | Mahes Bhúpati Mark Knowles    | 3–6, 6–3, 6–2               |
| Döntős   | 2010 | Roland Garros     | Salak   | Lukáš Dlouhý   | Nenad Zimonjić Daniel Nestor  | 5–7, 2–6                    |
| Döntős   | 2011 | Australian Open   | Kemény  | Mahes Bhúpati  | Bob Bryan Mike Bryan          | 3–6, 4–6                    |
| Győztes  | 2012 | Australian Open   | Kemény  | Radek Štěpánek | Bob Bryan Mike Bryan          | 7–6(1), 6–2                 |
| Döntős   | 2012 | US Open           | Kemény  | Radek Štěpánek | Bob Bryan Mike Bryan          | 3–6, 4–6                    |
| Győztes  | 2013 | US Open (3)       | Kemény  | Radek Štěpánek | Alexander Peya Bruno Soares   | 6–1, 6–3                    |

### Vegyes páros (10−8)
A 2016-os Roland Garroson szerzett győzelmével teljesítette a karrier Grand Slamet.
| Eredmény | Év   | Bajnokság           | Borítás | Partner             | Ellenfél                               | Eredmény         |
| -------- | ---- | ------------------- | ------- | ------------------- | -------------------------------------- | ---------------- |
| Győztes  | 1999 | Wimbledon           | Fű      | Lisa Raymond        | Anna Kurnyikova Jonas Björkman         | 6–4, 3–6, 6–3    |
| Döntős   | 2001 | US Open             | Kemény  | Lisa Raymond        | Rennae Stubbs Todd Woodbridge          | 6–4, 5–7, [11–9] |
| Győztes  | 2003 | Australian Open     | Kemény  | Martina Navratilova | Eléni Danjilídu Todd Woodbridge        | 6–4, 7–5         |
| Győztes  | 2003 | Wimbledon (2)       | Fű      | Martina Navratilova | Anastasia Rodionova Andi Rám           | 6–3, 6–3         |
| Döntős   | 2004 | Australian Open     | Kemény  | Martina Navratilova | Jelena Bovina Nenad Zimonjić           | 6–1, 7–6         |
| Döntős   | 2005 | Roland Garros       | Salak   | Martina Navratilova | Daniela Hantuchová Fabrice Santoro     | 3–6, 6–3, 6–2    |
| Döntős   | 2007 | US Open             | Kemény  | Meghann Shaughnessy | Viktorija Azaranka Max Mirni           | 6–4, 7–6(8–6)    |
| Győztes  | 2008 | US Open             | Kemény  | Cara Black          | Liezel Huber Jamie Murray              | 7–6, 6–4         |
| Döntős   | 2009 | Wimbledon           | Fű      | Cara Black          | Anna-Lena Grönefeld Mark Knowles       | 7–5, 6–3         |
| Döntős   | 2009 | US Open             | Kemény  | Cara Black          | Carly Gullickson Travis Parrot         | 6–2, 6–4         |
| Győztes  | 2010 | Australian Open (2) | Kemény  | Cara Black          | Jekatyerina Makarova Jaroslav Levinský | 7–5, 6–3         |
| Győztes  | 2010 | Wimbledon (3)       | Fű      | Cara Black          | Lisa Raymond Wesley Moodie             | 6–4, 7–6         |
| Döntős   | 2012 | Australian Open     | Kemény  | Jelena Vesznyina    | Bethanie Mattek-Sands Horia Tecău      | 3–6, 7–5, [3–10] |
| Döntős   | 2012 | Wimbledon           | Fű      | Jelena Vesznyina    | Lisa Raymond Mike Bryan                | 3–6, 7–5, 4–6    |
| Győztes  | 2015 | Australian Open (3) | Kemény  | Martina Hingis      | Kristina Mladenovic Daniel Nestor      | 6–4, 6–3         |
| Győztes  | 2015 | Wimbledon (4)       | Fű      | Martina Hingis      | Babos Tímea Alexander Peya             | 6–1, 6–1         |
| Győztes  | 2015 | US Open (2)         | Kemény  | Martina Hingis      | Bethanie Mattek-Sands Sam Querrey      | 6–4, 3–6, [10–7] |
| Győztes  | 2016 | Roland Garros       | Salak   | Martina Hingis      | Szánija Mirza Ivan Dodig               | 4–6, 6–4, [10–8] |

### Olimpiai éremmérkőzései

#### Egyéni: 1 (1 bronzérem)
Bronzdöntő
| Eredmény | Év   | Bajnokság | Borítás | Ellenfél          | Eredmény      |
| -------- | ---- | --------- | ------- | ----------------- | ------------- |
| Bronz    | 1996 | Atlanta   | Kemény  | Fernando Meligeni | 3–6, 6–2, 6–4 |

#### Páros: 0
| Eredmény | Év   | Bajnokság | Borítás | Partner       | Ellenfél                  | Eredmény            |
| -------- | ---- | --------- | ------- | ------------- | ------------------------- | ------------------- |
| 4. hely  | 2004 | Athén     | Kemény  | Mahes Bhúpati | Mario Ančić Ivan Ljubičić | 6–7 (5), 6–4, 14–16 |

## ATP-döntői

### Egyéni

#### Győzelmei (1)
| Összesítés (Egyéni)      |
| ------------------------ |
| Grand Slam (0–0)         |
| Tennis Masters Cup (0–0) |
| ATP Masters Series (0–0) |
| ATP Tour (1–0)           |

| Eredmény | No. | Dátum       | Verseny      | Borítás | Ellenfél       | Eredmény |
| -------- | --- | ----------- | ------------ | ------- | -------------- | -------- |
| Győztes  | 1.  | 6 July 1998 | Newport, USA | Fű      | Neville Godwin | 6–3, 6–2 |

### Páros: 94 (55 győzelem, 39 vereség)
| Összesítés (Páros)                 |
| ---------------------------------- |
| Grand Slam (8–8)                   |
| ATP World Tour Finals (0–4)        |
| ATP World Tour Masters 1000 (13–5) |
| ATP World Tour 500 Series (6–9)    |
| ATP World Tour 250 Series (28–13)  |

| Eredmény | No. | Dátum                | Verseny                              | Borítás     | Partner          | Ellenfél                             | Eredmény                |
| -------- | --- | -------------------- | ------------------------------------ | ----------- | ---------------- | ------------------------------------ | ----------------------- |
| Döntős   | 1.  | 1995. augusztus 20.  | New Haven, USA                       | Kemény      | Nicolás Pereira  | Rick Leach Scott Melville            | 3–6, 7–5, 4–6           |
| Győztes  | 1.  | 1997. április 7.     | Csennai, India                       | Kemény      | Mahes Bhúpati    | Oleg Ogorodov Eyal Ran               | 7–6, 7–5                |
| Győztes  | 2.  | 1997. április 28.    | Prága, Csehország                    | Salak       | Mahes Bhúpati    | Petr Luxa David Škoch                | 6–1, 6–1                |
| Győztes  | 3.  | 1997. július 28.     | Montreal, Kanada                     | Kemény      | Mahes Bhúpati    | Sébastien Lareau Alex O'Brien        | 7–6, 6–3                |
| Győztes  | 4.  | 1997. augusztus 11.  | New Haven, US                        | Kemény      | Mahes Bhúpati    | Sébastien Lareau Alex O'Brien        | 6–4, 6–7, 6–2           |
| Győztes  | 5.  | 1997. szeptember 29. | Peking, Kína                         | Kemény (f)  | Mahes Bhúpati    | Alex O'Brien Jim Courier             | 7–5, 7–6                |
| Győztes  | 6.  | 1997. október 6.     | Singapore, Szingapúr                 | Szőnyeg (f) | Mahes Bhúpati    | Rick Leach Jonathan Stark            | 6–4, 6–4                |
| Döntős   | 2.  | 1997. november 23.   | Hartford, USA                        | Szőnyeg     | Mahes Bhúpati    | Rick Leach Jonathan Stark            | 3–6, 4–6, 6–7           |
| Győztes  | 7.  | 1998. január 5.      | Doha, Qatar                          | Kemény      | Mahes Bhúpati    | Olivier Delaître Fabrice Santoro     | 6–4, 3–6, 6–4           |
| Győztes  | 8.  | 1998. február 9.     | Dubaj, Egyesült Arab Emírségek       | Kemény      | Mahes Bhúpati    | Donald Johnson Francisco Montana     | 6–2, 7–5                |
| Győztes  | 9.  | 1998. április 6.     | Csennai, India (2)                   | Kemény      | Mahes Bhúpati    | Olivier Delaître Max Mirni           | 6–7, 6–3, 6–2           |
| Győztes  | 10. | 1998. május 11.      | Róma, Olaszország                    | Salak       | Mahes Bhúpati    | Ellis Ferreira Rick Leach            | 6–4, 4–6, 7–6           |
| Győztes  | 11. | 1998. október 5.     | Sanghaj, Kína                        | Szőnyeg (f) | Mahes Bhúpati    | Todd Woodbridge Mark Woodforde       | 6–4, 6–7, 7–6           |
| Döntős   | 3.  | 1998. október 19.    | Singapore, Szingapúr                 | Szőnyeg     | Mahes Bhúpati    | Todd Woodbridge Mark Woodforde       | 2–6, 3–6                |
| Döntős   | 4.  | 1998. november 2.    | Stuttgart, Németország               | Kemény (f)  | Mahes Bhúpati    | Sébastien Lareau Alex O'Brien        | 3–6, 6–3, 5–7           |
| Győztes  | 12. | 1998. november 9.    | Párizs, Franciaország                | Szőnyeg (f) | Mahes Bhúpati    | Jacco Eltingh Paul Haarhuis          | 6–4, 6–2                |
| Döntős   | 5.  | 1999. február 1.     | Melbourne, Ausztrália                | Kemény      | Mahes Bhúpati    | Jonas Björkman Patrick Rafter        | 3–6, 6–4, 4–6, 7–6, 4–6 |
| Győztes  | 13. | 1999. április 5.     | Csennai, India (3)                   | Kemény      | Mahes Bhúpati    | Wayne Black Neville Godwin           | 4–6, 7–5, 6–4           |
| Győztes  | 14. | 1999. május 2.       | Párizs, Franciaország                | Salak       | Mahes Bhúpati    | Goran Ivanišević Jeff Tarango        | 6–2, 7–5                |
| Győztes  | 15. | 1999. június 14.     | 's-Hertogenbosch, Hollandia          | Fű          | Jan Siemerink    | Ellis Ferreira David Rikl            | játék nélkül            |
| Győztes  | 16. | 1999. június 21.     | Wimbledon, Egyesült Királyság        | Fű          | Mahes Bhúpati    | Paul Haarhuis Jared Palmer           | 6–7, 6–3, 6–4, 7–6      |
| Győztes  | 17. | 1999. július 5.      | Newport, USA                         | Fű          | Wayne Arthurs    | Sargis Sargsian Chris Woodruff       | 6–7, 7–6, 6–3           |
| Döntős   | 6.  | 1999. augusztus 22.  | Indianapolis, USA                    | Kemény      | Olivier Delaître | Paul Haarhuis Jared Palmer           | 3–6, 4–6                |
| Döntős   | 7.  | 1999. szeptember 13. | New York, USA                        | Kemény      | Mahes Bhúpati    | Sébastien Lareau Alex O'Brien        | 6–7, 4–6                |
| Döntős   | 8.  | 1999. november 15.   | Hartford, USA                        | Szőnyeg     | Mahes Bhúpati    | Sébastien Lareau Alex O'Brien        | 3–6, 2–6, 2–6           |
| Győztes  | 18. | 2000. május 1.       | Orlando, USA                         | Salak       | Jan Siemerink    | Justin Gimelstob Sébastien Lareau    | 6–3, 6–4                |
| Győztes  | 19. | 2000. október 9.     | Tokió, Japán                         | Kemény      | Mahes Bhúpati    | Michael Hill Jeff Tarango            | 6–4, 6–7, 6–3           |
| Döntős   | 9.  | 2000. december 17.   | Bangalore, India                     | Kemény      | Mahes Bhúpati    | Donald Johnson Piet Norval           | 6–7, 3–6, 4–6           |
| Győztes  | 20. | 2001. április 23.    | Atlanta, USA                         | Salak       | Mahes Bhúpati    | Rick Leach David Macpherson          | 6–3, 7–6                |
| Győztes  | 21. | 2001. április 30.    | Houston, USA (2)                     | Salak       | Mahes Bhúpati    | Kevin Kim Jim Thomas                 | 7–6, 6–2                |
| Győztes  | 22. | 2001. május 28.      | Párizs, Franciaország (2)            | Salak       | Mahes Bhúpati    | Petr Pála Pavel Vízner               | 7–6, 6–3                |
| Győztes  | 23. | 2001. augusztus 6.   | Cincinnati, USA                      | Kemény      | Mahes Bhúpati    | Martin Damm David Prinosil           | 7–6, 6–3                |
| Döntős   | 10. | 2001. október 29.    | Basel, Svájc                         | Szőnyeg     | Mahes Bhúpati    | Ellis Ferreira Rick Leach            | 6–7, 4–6                |
| Döntős   | 11. | 2001. november 5.    | Párizs, Franciaország                | Szőnyeg     | Mahes Bhúpati    | Ellis Ferreira Rick Leach            | 6–3, 4–6, 3–6           |
| Győztes  | 24. | 2001. december 31.   | Csennai, India (4)                   | Kemény      | Mahes Bhúpati    | Tomáš Cibulec Ota Fukárek            | 5–7, 6–2, 7–5           |
| Győztes  | 25. | 2002- április 29.    | Mallorca, Spanyolország              | Salak       | Mahes Bhúpati    | Julian Knowle Michael Kohlmann       | 6–2, 6–4                |
| Győztes  | 26. | 2003. február 24.    | Dubaj, Egyesült Arab Emírségek (2)   | Kemény      | David Rikl       | Wayne Black Kevin Ullyett            | 6–3, 6–0                |
| Győztes  | 27. | 2003. március 3.     | Delray Beach, USA                    | Kemény      | Nenad Zimonjić   | Raemon Sluiter Martin Verkerk        | 7–5, 3–6, 7–5           |
| Döntős   | 12. | 2003. április 6.     | Miami, USA                           | Kemény      | David Rikl       | Roger Federer Max Mirni              | 5–7, 3–6                |
| Döntős   | 13. | 2003. június 22.     | s'Hertogenbosch, Hollandia           | Fű          | Donald Johnson   | Martin Damm Cyril Suk                | 5–7, 6–7                |
| Győztes  | 28. | 2003. július 7.      | Gstaad, Svájc                        | Salak       | David Rikl       | František Čermák Leoš Friedl         | 6–3, 6–3                |
| Döntős   | 14. | 2004. február 29.    | Dubaj, Egyesült Arab Emírségek       | Kemény      | Jonas Björkman   | Mahes Bhúpati Fabrice Santoro        | 2–6, 6–4, 4–6           |
| Győztes  | 29. | 2004. június 7.      | Halle, Németország                   | Fű          | David Rikl       | Tomáš Cibulec Petr Pála              | 6–2, 7–5                |
| Győztes  | 30. | 2004. július 5.      | Gstaad, Svájc (2)                    | Salak       | David Rikl       | Marc Rosset Stanislas Wawrinka       | 6–4, 6–2                |
| Győztes  | 31. | 2004. július 26.     | Toronto, Kanada (2)                  | Kemény      | Mahes Bhúpati    | Jonas Björkman Max Mirni             | 6–4, 6–2                |
| Döntős   | 15. | 2004. szeptember 12. | New York, USA                        | Kemény      | David Rikl       | Mark Knowles Daniel Nestor           | 3–6, 3–6                |
| Győztes  | 32. | 2004. szeptember 13. | Delray Beach, USA (2)                | Kemény      | Radek Štěpánek   | Gastón Etlis Martín Rodríguez        | 6–0, 6–3                |
| Győztes  | 33. | 2005. április 11.    | Monte Carlo, Monaco                  | Salak       | Nenad Zimonjić   | Bob Bryan Mike Bryan                 | játék nélkül            |
| Győztes  | 34. | 2005. április 18.    | Barcelona, Spanyolország             | Salak       | Nenad Zimonjić   | Feliciano López Rafael Nadal         | 6–3, 6–3                |
| Győztes  | 35. | 2005. szeptember 26. | Bangkok, Thaiföld                    | Kemény (f)  | Paul Hanley      | Jonathan Erlich Andi Rám             | 6–7, 6–1, 6–2           |
| Döntős   | 16. | 2005. október 16.    | Stockholm, Svédország                | Kemény (f)  | Nenad Zimonjić   | Wayne Arthurs Paul Hanley            | 3–6, 3–6                |
| Döntős   | 17. | 2005. október 23.    | Madrid, Spanyolország                | Kemény (f)  | Nenad Zimonjić   | Mark Knowles Daniel Nestor           | 6–3, 3–6, 2–6           |
| Döntős   | 18. | 2005. november 13.   | Sanghaj, Kína                        | Szőnyeg (f) | Nenad Zimonjić   | Michaël Llodra Fabrice Santoro       | 7–6(6), 3–6, 6–7(4)     |
| Döntős   | 19. | 2006. január 29.     | Melbourne, Ausztrália                | Kemény      | Martin Damm      | Bob Bryan Mike Bryan                 | 6–4, 3–6, 4–6           |
| Győztes  | 36. | 2006. június 19.     | 's-Hertogenbosch, Hollandia (2)      | Fű          | Martin Damm      | Arnaud Clément Chris Haggard         | 6–1, 7–6                |
| Győztes  | 37. | 2006. augusztus 28.  | New York, USA                        | Kemény      | Martin Damm      | Jonas Björkman Max Mirni             | 6–7, 6–4, 6–3           |
| Döntős   | 20. | 2007. január 7.      | Doha, Qatar                          | Kemény      | Martin Damm      | Mihail Juzsnij Nenad Zimonjić        | 1–6, 6–7                |
| Győztes  | 38. | 2007. február 19.    | Rotterdam, Hollandia                 | Kemény (f)  | Martin Damm      | Andrei Pavel Alexander Waske         | 6–3, 6–7, [10–7]        |
| Győztes  | 39. | 2007. március 5.     | Indian Wells, USA                    | Kemény      | Martin Damm      | Jonathan Erlich Andi Rám             | 6–4, 6–4                |
| Döntős   | 21. | 2007. április 1.     | Miami, USA                           | Kemény      | Martin Damm      | Bob Bryan Mike Bryan                 | 6–7, 6–3, [7–10]        |
| Döntős   | 22. | 2007. június 23.     | 's-Hertogenbosch, Hollandia          | Fű          | Martin Damm      | Jeff Coetzee Rogier Wassen           | 6–3, 6–7, [10–12]       |
| Döntős   | 23. | 2008. június 9.      | Halle, Németország                   | Fű          | Lukáš Dlouhý     | Mihail Juzsnij Mischa Zverev         | 6–3, 4–6, [3–10]        |
| Döntős   | 24. | 2008. június 15.     | s'Hertogenbosch, Hollandia           | Fű          | Mahes Bhúpati    | Mario Ančić Jürgen Melzer            | 6–7, 3–6                |
| Döntős   | 25. | 2008. augusztus 25.  | New York, USA                        | Kemény      | Lukáš Dlouhý     | Bob Bryan Mike Bryan                 | 6–7(5–7), 6–7(10–12)    |
| Győztes  | 40. | 2008. szeptember 21. | Bangkok, Thaiföld (2)                | Kemény (f)  | Lukáš Dlouhý     | Scott Lipsky David Martin            | 6–4, 7–6(4)             |
| Döntős   | 26. | 2008. szeptember 29. | Tokió, Japán                         | Kemény      | Lukáš Dlouhý     | Mihail Juzsnij Mischa Zverev         | 3–6, 4–6                |
| Döntős   | 27. | 2009. január 18.     | Auckland, Új-Zéland                  | Kemény      | Scott Lipsky     | Martin Damm Robert Lindstedt         | 5–7, 4–6                |
| Döntős   | 28. | 2009. február 15.    | Rotterdam, Hollandia                 | Kemény      | Lukáš Dlouhý     | Daniel Nestor Nenad Zimonjić         | 2–6, 5–7                |
| Győztes  | 41. | 2009. június 6.      | Párizs, Franciaország (3)            | Salak       | Lukáš Dlouhý     | Wesley Moodie Dick Norman            | 3–6, 6–3, 6–2           |
| Győztes  | 42. | 2009. szeptember 13. | New York, USA (2)                    | Kemény      | Lukáš Dlouhý     | Mahes Bhúpati Mark Knowles           | 3–6, 6–3, 6–2           |
| Döntős   | 29. | 2010. január 10.     | Brisbane, Ausztrália                 | Kemény      | Lukáš Dlouhý     | Jérémy CKeményy Marc Gicquel         | 3–6, 6–7(5)             |
| Döntős   | 30. | 2010. február 27.    | Dubaj, Egyesült Arab Emírségek       | Kemény      | Lukáš Dlouhý     | Simon Aspelin Paul Hanley            | 2–6, 3–6                |
| Győztes  | 43. | 2010. április 3.     | Miami, USA                           | Kemény      | Lukáš Dlouhý     | Mahes Bhúpati Max Mirni              | 6–2, 7–5                |
| Döntős   | 31. | 2010. június 5.      | Párizs, Franciaország                | Salak       | Lukáš Dlouhý     | Daniel Nestor Nenad Zimonjić         | 5–7, 2–6                |
| Döntős   | 32. | 2010. június 19.     | s'Hertogenbosch, Hollandia           | Fű          | Lukáš Dlouhý     | Robert Lindstedt Horia Tecău         | 6–1, 5–7, [7–10]        |
| Győztes  | 44. | 2010. október 17.    | Sanghaj, Kína                        | Kemény      | Jürgen Melzer    | Mariusz Fyrstenberg Marcin Matkowski | 7–5, 4–6, [10–5]        |
| Győztes  | 45. | 2011. január 9.      | Csennai, India (5)                   | Kemény      | Mahes Bhúpati    | Robin Haase David Martin             | 6–2, 6–7(3), [10–7]     |
| Döntős   | 33. | 2011. január 29.     | Melbourne, Ausztrália                | Kemény      | Mahes Bhúpati    | Bob Bryan Mike Bryan                 | 3–6, 4–6                |
| Győztes  | 46. | 2011. április 2.     | Miami, USA (2)                       | Kemény      | Mahes Bhúpati    | Max Mirni Daniel Nestor              | 6–7(5), 6–2, [10–5]     |
| Döntős   | 34. | 2011. június 12.     | London, UK                           | Fű          | Mahes Bhúpati    | Bob Bryan Mike Bryan                 | 7–6(2), 6–7(4), [6–10]  |
| Győztes  | 47. | 2011. augusztus 21.  | Cincinnati, USA                      | Kemény      | Mahes Bhúpati    | Michaël Llodra Nenad Zimonjić        | 7–6(4), 7–6(2)          |
| Győztes  | 48. | 2012. január 8.      | Csennai, India (6)                   | Kemény      | Janko Tipsarević | Andi Rám Jonathan Erlich             | 6–4, 6–4                |
| Győztes  | 49. | 2012. január 28.     | Melbourne, Ausztrália                | Kemény      | Radek Štěpánek   | Bob Bryan Mike Bryan                 | 7–6(1), 6–2             |
| Győztes  | 50. | 2012. március 31.    | Miami, USA (3)                       | Kemény      | Radek Štěpánek   | Max Mirni Daniel Nestor              | 3–6, 6–1, [10–8]        |
| Döntős   | 35. | 2012. szeptember 8.  | New York, USA                        | Kemény      | Radek Štěpánek   | Bob Bryan Mike Bryan                 | 6–3, 3–6, 6–4           |
| Döntős   | 36. | 2012. október 7.     | Tokió, Japán                         | Kemény      | Radek Štěpánek   | Alexander Peya Bruno Soares          | 3–6, 6–7(5)             |
| Győztes  | 51. | 2012. október 14.    | Sanghaj, Kína (2)                    | Kemény      | Radek Štěpánek   | Mahes Bhúpati Róhan Bópanna          | 6–7(7), 6–3, [10–5]     |
| Győztes  | 52. | 2013. augusztus 23.  | Winston-Salem, USA                   | Kemény      | Daniel Nestor    | Treat Conrad Huey Dominic Inglot     | 7–6(10), 7–5            |
| Győztes  | 53. | 2013. szeptember 8.  | New York, USA                        | Kemény      | Radek Štěpánek   | Alexander Peya Bruno Soares          | 6–1, 6–3                |
| Döntős   | 37. | 2014. augusztus 3.   | Washington, USA                      | Kemény      | Samuel Groth     | Jean-Julien Rojer Horia Tecău        | 5–7, 4–6                |
| Győztes  | 54. | 2014. szeptember 27. | Kuala Lumpur, Malajzia               | Kemény (f)  | Marcin Matkowski | Jamie Murray John Peers              | 3–6, 7–6(5), [10–5]     |
| Döntős   | 38. | 2015. január 11.     | Csennai, India                       | Kemény      | Raven Klaasen    | Yen-hsun Lu Jonathan Marray          | 3–6, 6–7(4)             |
| Győztes  | 55. | 2015. január 17.     | Auckland, Új-Zéland                  | Kemény      | Raven Klaasen    | Dominic Inglot Florin Mergea         | 7–6(1), 6–4             |
| Döntős   | 39. | 2015. február 22.    | Delray Beach Open, Delray Beach, USA | Kemény      | Raven Klaasen    | Bob Bryan Mike Bryan                 | 3–6, 6–3, [6–10]        |

## Eredményei Grand Slam-tornákon

### Egyéni
| Grand Slam | Australian Open | Australian Open     | Roland Garros | Roland Garros   | Wimbledon | Wimbledon       | US Open  | US Open         |
| Év         | Eredmény        | Utolsó ellenfél     | Eredmény      | Utolsó ellenfél | Eredmény  | Utolsó ellenfél | Eredmény | Utolsó ellenfél |
| 1994       | –               | –                   | –             | –               | –         | –               | 1. kör   | Bernd Karbacher |
| 1995       | 1. kör          | Andrij Medvegyev    | –             | –               | –         | –               | –        | –               |
| 1996       | –               | –                   | –             | –               | 1. kör    | Mark Petchey    | 2. kör   | Andre Agassi    |
| 1997       | 2. kör          | Christian Ruud      | 2. kör        | Magnus Norman   | 1. kör    | Mark Woodforde  | 3. kör   | Cédric Pioline  |
| 1998       | 1. kör          | Mikael Tillström    | −             | −               | 1. kör    | Wayne Black     | 1. kör   | Alex O'Brian    |
| 1999       | 1. kör          | Davide Sanguinetti  | −             | −               | 1. kör    | André Sá        | −        | −               |
| 2000       | 2. kör          | Andreas Vinciguerra | −             | −               | −         | −               | −        | −               |
| 2001       | −               | −                   | −             | −               | 2. kör    | Nicolas Escudé  | −        | −               |

### Páros
| Grand Slam | Australian Open            | Australian Open                    | Roland Garros                | Roland Garros                     | Wimbledon                  | Wimbledon                           | US Open                   | US Open                              |
| Év         | Eredmény Partner           | Utolsó ellenfél                    | Eredmény Partner             | Utolsó ellenfél                   | Eredmény Partner           | Utolsó ellenfél                     | Eredmény Partner          | Utolsó ellenfél                      |
| 1993       | –                          | –                                  | –                            | –                                 | 1. kör Laurence Tieleman   | Richey Reneberg David Wheaton       | Elődöntő Sébastien Lareau | Martin Damm Karel Nováček            |
| 1994       | 2. kör Mårten Renström     | Byron Black Jonathan Stark         | –                            | –                                 | 3. kör Sébastien Lareau    | Lan Bale Brett Steven               | 2. kör Sébastien Lareau   | Patrick McEnroe Jared Palmer         |
| 1995       | Negyeddöntő Kevin Ullyett  | Jacco Eltingh Paul Haarhuis        | –                            | –                                 | –                          | –                                   | 1. kör Nicolás Pereira    | Alex Antonitsch Tom Nijssen          |
| 1996       | –                          | –                                  | –                            | –                                 | 2. kör Jeff Belloli        | Patrick Galbraith Andrej Olhovszkij | –                         | –                                    |
| 1997       | 1. kör Mahes Bhúpati       | Pat Cash Petr Korda                | 2. kör Mahes Bhúpati         | Sander Groen Jan Siemerink        | 1. kör Mahes Bhúpati       | Cristian Brandi Filippo Messori     | Elődöntő Mahes Bhúpati    | Jevgenyij Kafelnyikov Daniel Vacek   |
| 1998       | Elődöntő Mahes Bhúpati     | Jonas Börkman Jacco Eltingh        | Elődöntő Mahes Bhúpati       | Mark Knowles Daniel Nestor        | 2. kör Mahes Bhúpati       | Justin Gimelstob Brian Mac Phie     | Elődöntő Mahes Bhúpati    | Sandon Stolle Cyril Suk              |
| 1999       | Döntő Mahes Bhúpati        | Jonas Björkman Patrick Rafter      | Győzelem Mahes Bhúpati       | Goran Ivanišević Jeff Tarango     | Győzelem Mahes Bhúpati     | Paul Haarhuis Jared Palmer          | Döntő Mahes Bhúpati       | Alex O'Brian Sébastien Lareau        |
| 2000       | 1. kör Sébastien Lareau    | Geoff Grant Jack Waite             | 1. kör Jan Siemerink         | Guy Forget Guillaume Raoux        | –                          | –                                   | 1. kör Mahes Bhúpati      | Jaime Oncins Daniel Orsanic          |
| 2001       | 1. kör Mahes Bhúpati       | Joshua Eagle Andrew Florent        | Győzelem Mahes Bhúpati       | Petr Pála Pavel Vízner            | 1. kör Mahes Bhúpati       | David Adams Michaël Llodra          | 1. kör Mahes Bhúpati      | Sergio Roitman Andrés Schneiter      |
| 2002       | 2. kör Mahes Bhúpati       | Michaël Llodra Fabrice Santoro     | Elődöntő Tomáš Cibulec       | Mark Knowles Daniel Nestor        | 1. kör Stephen Huss        | Byron Black Robbie Koenig           | 2. kör Michael Hill       | Wayne Arthurs Andrew Kratzmann       |
| 2003       | Negyeddöntő David Rikl     | Gastón Etlis Martín Rodríguez      | Elődöntő David Rikl          | Bob Bryan Mike Bryan              | Elődöntő David Rikl        | Mahes Bhúpati Max Mirni             | –                         | –                                    |
| 2004       | 1. kör Tomáš Cibulec       | Juan Ignacio Chela Óscar Hernández | 2. kör David Rikl            | Juan Ignacio Chela Gastón Gaudio  | 2. kör David Rikl          | Travis Parrott Vince Spadea         | Döntő David Rikl          | Mark Knowles Daniel Nestor           |
| 2005       | –                          | –                                  | Negyeddöntő Nenad Zimonjić   | Bob Bryan Mike Bryan              | Negyeddöntő Nenad Zimonjić | Wayne Black Kevin Ullyett           | 1. kör Nenad Zimonjić     | Amer Delić Jeff Morrison             |
| 2006       | Döntő Martin Damm          | Bob Bryan Mike Bryan               | 1. kör Martin Damm           | Janko Tipsarević Mihail Juzsnij   | Elődöntő Martin Damm       | Fabrice Santoro Nenad Zimonjić      | Győzelem Martin Damm      | Jonas Björkman Max Mirni             |
| 2007       | 3. kör Martin Damm         | Julien Benneteau Nicolas Mahut     | 2. kör Martin Damm           | Michael Kohlmann Rainer Schüttler | Negyeddöntő Martin Damm    | Fabrice Santoro Nenad Zimonjić      | 1. kör Martin Damm        | Julien Benneteau Nicolas Mahut       |
| 2008       | 2. kör Paul Hanley         | Róhan Bópanna Rajeev Ram           | 3. kör Lukáš Dlouhý          | Pablo Cuevas Luis Horna           | Elődöntő Lukáš Dlouhý      | Daniel Nestor Nenad Zimonjić        | Döntő Lukáš Dlouhý        | Bob Bryan Mike Bryan                 |
| 2009       | Elődöntő Lukáš Dlouhý      | Bob Bryan Mike Bryan               | Győzelem Lukáš Dlouhý        | Wesley Moodie Dick Norman         | 1. kör Lukáš Dlouhý        | James Blake Mardy Fish              | Győzelem Lukáš Dlouhý     | Mahes Bhúpati Mark Knowles           |
| 2010       | Negyeddöntő Lukáš Dlouhý   | Ivo Karlović Dušan Vemić           | Döntő Lukáš Dlouhý           | Daniel Nestor Nenad Zimonjić      | 2. kör Lukáš Dlouhý        | Lukáš Lacko Szerhij Sztahovszkij    | 1. kör Lukáš Dlouhý       | Martin Damm Filip Polášek            |
| 2011       | Döntő Mahes Bhúpati        | Bob Bryan Mike Bryan               | 2. kör Mahes Bhúpati         | Ashley Fisher Stephen Huss        | 2. kör Mahes Bhúpati       | Arnaud Clément Lukáš Dlouhý         | Negyeddöntő Mahes Bhúpati | Mariusz Fyrstenberg Marcin Matkowski |
| 2012       | Győzelem Radek Štěpánek    | Bob Bryan Mike Bryan               | 2. kör Alexander Peya        | Mihail Elgin Denis Istomin        | 3. kör Radek Štěpánek      | Ivan Dodig Marcelo Melo             | Döntő Radek Štěpánek      | Bob Bryan Mike Bryan                 |
| 2013       | 1. kör Radek Štěpánek      | Kevin Anderson Jonathan Erlich     | 2. kör Jürgen Melzer         | Pablo Cuevas Horacio Zeballos     | Elődöntő Radek Štěpánek    | Ivan Dodig Marcelo Melo             | Győzelem Radek Štěpánek   | Alexander Peya Bruno Soares          |
| 2014       | Negyeddöntő Radek Štěpánek | Michaël Llodra Nicolas Mahut       | −                            | −                                 | Elődöntő Radek Štěpánek    | Vasek Pospisil Jack Sock            | 3. kör Radek Štěpánek     | Marcel Granollers Marc López         |
| 2015       | 2. kör Raven Klaasen       | Simone Bolelli Fabio Fognini       | 3. kör Daniel Nestor         | Simone Bolelli Fabio Fognini      | 3. kör Daniel Nestor       | Alexander Peya Bruno Soares         | 2. kör Fernando Verdasco  | Steve Johnson Sam Querrey            |
| 2016       | 1. kör Jérémy Chardy       | Juan Sebastián Cabal Robert Farah  | Negyeddöntő Marcin Matkowski | Bob Bryan Mike Bryan              |                            |                                     |                           |                                      |

### Vegyes páros
| Grand Slam | Australian Open                | Australian Open                   | Roland Garros                   | Roland Garros                          | Wimbledon                       | Wimbledon                        | US Open                         | US Open                           |
| Év         | Eredmény Partner               | Utolsó ellenfél                   | Eredmény Partner                | Utolsó ellenfél                        | Eredmény Partner                | Utolsó ellenfél                  | Eredmény Partner                | Utolsó ellenfél                   |
| 1994       | –                              | –                                 | –                               | –                                      | 3. kör Yayuk Basuki             | Lori McNeil T. J. Middleton      | –                               | –                                 |
| 1995       | –                              | –                                 | –                               | –                                      | –                               | –                                | 1. kör Yayuk Basuki             | Irina Spîrlea Diego Nargiso       |
| 1996       | –                              | –                                 | –                               | –                                      | 1. kör Kyōko Nagatsuka          | Elizabeth Smylie Scott Draper    | –                               | –                                 |
| 1997       | –                              | –                                 | 3. kör Ruxandra Dragomir        | B Schultz-McCarthy Piet Norval         | Negyeddöntő Ruxandra Dragomir   | Larisa Neiland A Olhovszkij      | 1. kör Ruxandra Dragomir        | Kerry-Anne Guse David Macpherson  |
| 1998       | –                              | –                                 | 2. kör Larisa Neiland           | Serena Williams Luis Lobo              | Negyeddöntő Larisa Neiland      | Venus Williams Justin Gimelstob  | 1. kör Rika Hiraki              | Rachel McQuillan David Macpherson |
| 1999       | 1. kör Katrina Adams           | Els Callens Chris Haggard         | Negyeddöntő Lisa Raymond        | Rick Leach Larisa Neiland              | Győzelem Lisa Raymond           | Anna Kurnyikova Jonas Björkman   | 2. kör Lisa Raymond             | Kimberly Po Donald Johnson        |
| 2000       | 1. kör Lisa Raymond            | Kristie Boogert David Adams       | 3. kör Lisa Raymond             | Mariaan de Swardt avid Adams           | –                               | –                                | 1. kör Lisa Raymond             | Barbara Schett Joshua Eagle       |
| 2001       | 2. kör Lisa Raymond            | Corina Morariu Elis Ferreira      | Negyeddöntő Lisa Raymond        | Paola Suárez Jaime Oncins              | 3. kör isa Raymond              | Bob Bryan Lisa Mc Shea           | Döntő Lisa Raymond              | Rennae Stubbs Todd Woodbridge     |
| 2002       | 2. kör Miriam Oremans          | Paola Suárez Gastón Etlis         | 2. kör Lisa Raymond             | Mark Knowles Jelena Bovina             | Negyeddöntő Lisa Raymond        | Kevin Ullyett Daniela Hantuchová | 2. kör Martina Navratilova      | Els Callens Robbie Koenig         |
| 2003       | Győzelem Martina Navratilova   | Eléni Danjilídu Todd Woodbridge   | 2. kör Martina Navratilova      | Corina Morariu Jonas Björkman          | Győzelem Martina Navratilova    | Andi Rám Anastasia Rodionova     | –                               | –                                 |
| 2004       | Döntő Martina Navratilova      | Jelena Bovina Nenad Zimonjić      | 2. kör Martina Navratilova      | Angelique Widjaja L Arnold Ker         | 3. kör Martina Navratilova      | Wayne Black Cara Black           | Elődöntő Martina Navratilova    | Alicia Molik Todd Woodbridge      |
| 2005       | –                              | –                                 | Döntő Martina Navratilova       | Daniela Hantuchová Fabrice Santoro     | –                               | –                                | Negyeddöntő Martina Navratilova | Katarina Srebotnik Nenad Zimonjić |
| 2006       | Elődöntő Natalie Dechy         | Jelena Lihovceva Daniel Nestor    | Negyeddöntő Marija Kirilenko    | Martina Navratilova Bob Bryan          | Negyeddöntő Samantha Stosur     | Venus Williams Bob Bryan         | 1. kör Samantha Stosur          | Viktorija Azaranka Max Mirni      |
| 2007       | Negyeddöntő Samantha Stosur    | Jelena Lihovceva Daniel Nestor    | Negyeddöntő Meghann Shaughnessy | Szun Tien-tien Julian Knowle           | Negyeddöntő Meghann Shaughnessy | Fabrice Santoro Séverine Brémond | Döntő Meghann Shaughnessy       | Viktorija Azaranka Max Mirni      |
| 2008       | 2. kör Szávay Ágnes            | Csuang Csia-jung Jonathan Erlich  | 1. kör Nagyja Petrova           | Cseng Csie Mahes Bhúpati               | 2. kör Rennae Stubbs            | Jonas Björkman Alicia Molik      | Győzelem Cara Black             | Liezel Huber Jamie Murray         |
| 2009       | 2. kör Cara Black              | Patty Schnyder Wesley Moodie      | 2. kör Cara Black               | Sybille Bammer Łukasz Kubot            | Döntő Cara Black                | Mark Knowles A-L Grönefeld       | Döntő Cara Black                | Carly Gullickson Travis Parrott   |
| 2010       | Győzelem Cara Black            | J Makarova Jaroslav Levinský      | Negyeddöntő Cara Black          | J Svedova Julian Knowle                | Győzelem Cara Black             | Wesley Moodie Lisa Raymond       | Negyeddöntő Cara Black          | A-L Grönefeld Mark Knowles        |
| 2011       | 2. kör Cara Black              | Csan Jung-zsan Paul Hanley        | Negyeddöntő Iveta Benešová      | Katarina Srebotnik Nenad Zimonjić      | Negyeddöntő Cara Black          | Daniel Nestor Csan Jung-zsan     | Elődöntő Jelena Vesznyina       | Melanie Oudin Jack Sock           |
| 2012       | Döntő Jelena Vesznyina         | B Mattek-Sands Horia Tecău        | Elődöntő Jelena Vesznyina       | Klaudia Jans-Ignacik Santiago González | Döntő Jelena Vesznyina          | Lisa Raymond Mike Bryan          | Negyeddöntő Jelena Vesznyina    | Lucie Hradecká František Čermák   |
| 2013       | 2. kör Jelena Vesznyina        | J Gajdošová Matthew Ebden         | 2. kör Jelena Janković          | Liezel Huber Marcelo Melo              | 2. kör Cseng Szaj-szaj          | Eric Butorac Alizé Cornet        | −                               | −                                 |
| 2014       | Negyeddöntő Daniela Hantuchová | Kristina Mladenovic Daniel Nestor | −                               | −                                      | 2. kör Cara Black               | Eric Butorac Babos Tímea         | Negyeddöntő Cara Black          | Abigail Spears Santiago González  |
| 2015       | Győzelem Martina Hingis        | Kristina Mladenovic Daniel Nestor | 2. kör Martina Hingis           | Katarina Srebotnik Horia Tecău         | Győzelem Martina Hingis         | Alexander Peya Babos Tímea       | Győzelem Martina Hingis         | B Mattek-Sands Sam Querrey        |
| 2016       | Negyeddöntő Martina Hingis     | Szánija Mirza Ivan Dodig          | Győzelem Martina Hingis         | Szánija Mirza Ivan Dodig               |                                 |                                  |                                 |                                   |

## Év végi világranglista-helyezései
| Év   | Egyéni | Páros |
| 2015 |        | 41    |
| 2014 |        | 29    |
| 2013 |        | 10    |
| 2012 |        | 3     |
| 2011 |        | 8     |
| 2010 |        | 5     |
| 2009 |        | 8     |
| 2008 |        | 10    |
| 2007 |        | 12    |
| 2006 |        | 12    |
| 2005 | 1 124  | 12    |
| 2004 | −      | 13    |
| 2003 | 1 018  | 13    |
| 2002 | 949    | 33    |
| 2001 | 299    | 9     |
| 2000 | 188    | 84    |
| 1999 | 142    | 1     |
| 1998 | 91     | 4     |
| 1997 | 122    | 14    |
| 1996 | 129    | 89    |
| 1995 | 130    | 76    |
| 1994 | 139    | 142   |
| 1993 | 260    | 93    |
| 1992 | 194    | 179   |
| 1991 | 278    | 481   |

## Díjai, kitüntetései
- Arjuna Award (1990)
- Rajiv Gandhi Khel Ratna (1997) − India legmagasabb sportkitüntetése
- Padma Shri Award (2001) − India negyedik legmagasabb polgári kitüntetése[12]
- Lifetime Achievement Award (2013) − Életműdíj a sportpályafutásáért[13]
- Padma Bhushan Award (2014) − India harmadik legmagasabb polgári kitüntetése[14]

## Érdekességek
- Főszerepet játszott a Rajdhani Express című szocio-politikai thrillerben.[15]